# Rover KV6

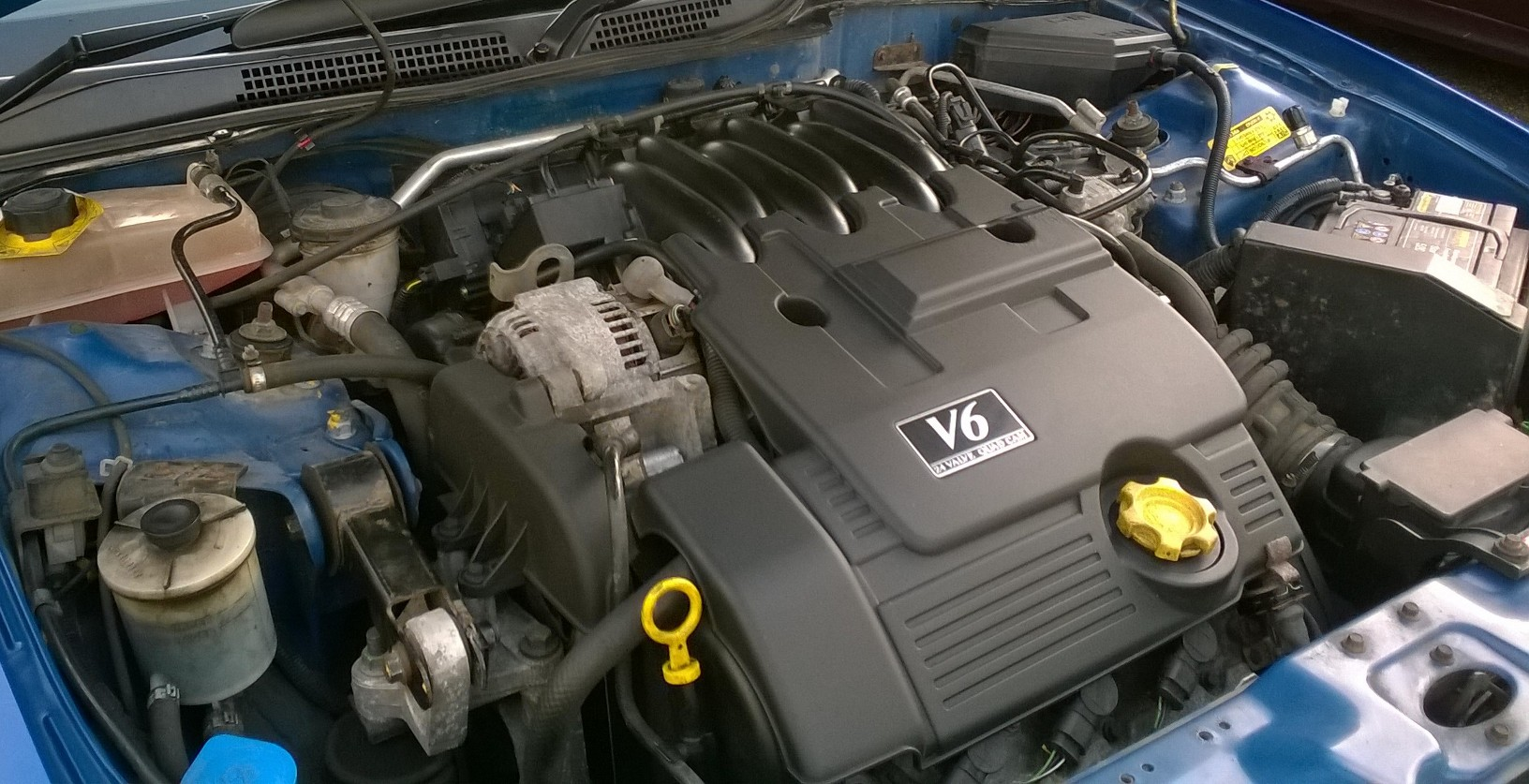
Motor KV6 2.5 l v modelu MG ZS

Rover KV6 je řada automobilových benzínových motorů vyvinutých a vyráběných společností Rover Group od roku 1996 a návazně Powertrain Ltd. 

KV6 je 24-ventilový vidlicový šestiválec s rozvodem DOHC se čtyřmi vačkovými hřídeli a proměnnou délkou sacího potrubí, aby byl zajištěn optimální výkon v celém rozsahu otáček.
Byl vyráběn ve dvou variantách, a to s obsahem 2 litry a 2,5 litru. Původně byl vyráběn někdejší společností Rover Group, po odprodání v roce 2000 následně divizí Powertrain Ltd což byla sesterská společnost nástupnické MG Rover Group. KIA vyráběla motory KV6 v Koreji v licenci. Produkce se po kolapsu MG Rover Group v roce 2005 přesunula z Velké Británie do Číny, kde přepracovaný motor dále pod označením NV6 vyráběl čínský koncern SAIC Motor.

## Historie
Jeho první použití se datuje do roku 1996, kdy byl osazen do faceliftované série vozů Rover 800, a to včetně tehdejších vlajkových lodí společnosti, sedanu Rover Sterling a Coupé. Poté poháněl také Rover 75 a jeho sesterský vůz ve sportovnějším provedení MG ZT a stejně tak jeho dvoulitrová verze poháněla Rover 45 a dvouapůllitrová jeho sesterský, sportovní model MG ZS.
Motor byl navržen a vyvinut Roverem v Longbridge s úmyslem nahradit motor Honda 2,7 l V6, který se stával nevyhovujícím kvůli zpřísňující se evropské legislativě ohledně emisí. Výroba byla v podstatě odvozena od úspěšných čtyřválcových motorů řady K-series, kdy bylo taktéž použito odlévací L.P.S. technologie. Velikostně i co do objemu se jedná o jeden z nejmenších motorů tohoto typu, který kdy byl sériově vyráběn. Původně byl totiž motor navržen pro malosériovou výrobu, ale později byl přepracován tak, aby se vešel i do menšího Rover 75, avšak výkon zůstal stejný. Konečná montáž se uskutečňovala na speciální asynchronní kruhové lince, kterou bylo možno snadno sledovat a řídit. Jednotky, které byly chybně vyrobeny, byly přesměrovány na smyčku podobající se železniční vlečce. Celý proces byl pak ukončen uložením na sofistikovaný systém palet. Celý motor bez náplní vážil pouhých 156 kg, což bylo na tento typ velmi málo.
V roce 1994 byla licence na výrobu motoru poskytnuta Kia Motors, která investovala do nové továrny v areálu Asan Bay, kde se motor poté vyráběl. KV6 byl pak používán v několika modelech vozů Kia. Krátce po jeho zavedení v Koreji začal Rover motor používat i v automobilech Sterling, které se prodávaly v USA.
Motor se dočkal i slávy na závodních okruzích. V roce 2002 na okruhu Silverstone zvítězil řidič Warren Hughes a spolujezdec Anthony Reid s vozem MG ZS poháněným motorem KV6 v závodě British Touring Car Championships.
Současná varianta s označením NV6 je osazena ve vozech Roewe 750 a MG 7 čínského výrobce a majitele duševního vlastnictví někdejší MG Rover Group, automobilky SAIC Motor.

## Vozy vybavené motorem KV6
- Gibbs Aquada – vysokorychlostní obojživelné vozidlo
- Kia Sedona – jen Velká Británie a Spojené státy, pouze první generace
- Kia Carnival – mimo Velké Británie a Spojených států
- Land Rover Freelander – první generace
- MG ZS 180
- MG ZT
- Naza Ria – Malajsie
- Rover 800
- Rover 45
- Rover 75